# Adh-Dharīʿa ilā tasānīf asch-Schīʿa
Adh-Dharīʿa ilā tasānīf asch-Schīʿa (arabisch الذريعة إلى تصانيف الشيعة, DMG aḏ-Ḏarīʿa ilā taṣānīf aš-šīʿa ‚Das Hilfsmittel für die schriftlichen Werke der Schia‘, kurz auch adh-Dharīʿa oder az-Zareea genannt) ist eine iranische Bibliographie der Schia in 26 Bänden mit zusätzlich drei Registerbänden.

## Verfasser
Der Verfasser ist der Bibliograph aus Teheran Moḥammad Moḥsen (1876–1970), bekannt als Scheich Agha-Bozorg Tehrani (auch geschrieben: Aġā Buzurg Tihrānī).  Dieser emigrierte Anfang des 20. Jahrhunderts nach Samarra und dann nach Nadschaf im Irak. Er bereiste viele Länder und sammelte über 30 Jahre lang Informationen über schiitische Werke und Schriften in Iran und im Irak sowie in Indien, Pakistan, Syrien und Ägypten in sechs handgeschriebenen Bänden. Sein ältester Sohn Alinaghi Monzavi (1921–2010) vervollständigte, korrigierte und veröffentlichte dieses Werk in weiteren 30 Jahren.

## Geschichte
Die ersten drei Bände wurden in Zusammenarbeit von Vater und Sohn in Nadschaf gedruckt. Nachdem der irakische König Faisal II. den Betrieb einer Druckerei im Besitz eines Iraners verboten hatte, musste Agha-Bozorg die Druckerei verkaufen und nach Nadschaf ziehen, wo er durch den höheren Anteil schiitischer Bevölkerung weniger Druck ausgesetzt war. Auch hier durfte er keine eigene Druckerei besitzen. Seine Versuche das Werk dennoch zu drucken, scheiterten daran, dass es den Druckereien verboten war, ein Buch zu drucken, auf dem der Namen eines Iraners stand. So wurde der erste Band mit einem arabischen Decknamen als Verfasser veröffentlicht.
Alinaghi Monzavi, der älteste Sohn Agha-Bozorgs, kehrte in die Heimat zurück und widmete sich in Teheran der Veröffentlichung des Buches.
Mit der Erlaubnis des Vaters erweiterte, korrigierte und veröffentlichte er die Bände 4 bis 26 (Band 9 ist sehr umfangreich und musste in drei Teilbänden gedruckt werden) und drei Registerbänden in den Jahren 1936 bis ca. 1980.